# Villagana
Villagana è una frazione del comune di Villachiara, in provincia di Brescia.

## Origini del nome
Il nome di Villagana deriva dalla parola "gana", a sua volta derivata dal latino "Ganea" ossia "ristoro", "osteria". Infatti era un'abitudine in passato, per chi effettuava lunghi viaggi, fermarsi in queste locande che sorgevano lungo le vie più trafficate del paese.

## Storia
La frazione di Villagana fu, per secoli, feudo dei conti Martinengo, che furono insigniti dalla Serenissima del titolo di Conti di Villagana e Villachiara.
Nel 1499, Bartolomeo II acquistò le proprietà di Ventura de Oldradis e successivamente, dieci anni dopo, acquistò anche le proprietà appartenenti alla famiglia Gritti, diventando così proprietario unico del feudo di Villagana. Nell'abitato è presente un palazzo principale attorno al quale sorgono le dipendenze agricole e le residenze dei dipendenti.
Tra i privilegi concessi ai conti di Villagana vi era quello di possedere un porto, ossia la possibilità di traghettare merci e persone da una sponda all'altra del fiume Oglio che al tempo segnava il confine tra due stati, il porto sorgeva a sud dell'abitato e collegava Villagana (Repubblica Veneta) con Azzanello (Ducato di Milano), altri porti esistevano ad Aqualunga e Monticelli e rappresentavano un'importante fonte di entrate grazie ai pedaggi.
Com'è ricordato in una lettera della contessa Lucrezia Martinengo datata 1701, il borgo di Villagana venne quasi totalmente distrutto dalle milizie francesi.
Nel novecento, venne intrapresa un'opera di restauro da parte della contessa Luisa Medolago Albani Martinengo Villagana, che affidò i lavori all'architetto milanese Luigi Comolli.

## Geografia fisica
La frazione sorge interamente all'interno del parco dell'Oglio Nord, su un piccolo rilievo nei pressi del fiume Oglio.

## Monumenti e luoghi d'interesse

### Il castello
- Castello "Medolago Albani Martinengo di Villagana", del XVI secolo, dimora del ramo della famiglia Martinengo di Villagana.[3]

### Le chiese
- Chiesa "S. Vittore", a Villagana.
- Chiesa "Madonna del Rino", detta Romitorio Martinengo (posta tra la frazione Villagana e la località Boschine).

## Cultura e tradizioni
È tradizione, la storia che narra di un luogo chiamato Costa dè Bal posto in direzione per Barco, un luogo dove nel medioevo venivano offerti dei sacrifici durante alcuni riti pagani per la fertilità dei campi.
Un'altra storia narra che in questa località fosse possibile vedere alcune fanciulle, indossanti veli bianchi, danzare fra gli alberi, e si dice che chi avesse avuto la sfortuna di vederle, sarebbe stato colpito dalla cecità. Da qui la storia di due ragazzi, che avendo visto queste ragazze corsero in paese a raccontarlo, ma che di li a poco scomparvero nel nulla. C'è chi dice che i due sfortunati furono rinchiusi nella torre priva di aperture, posta nel castello di Villagana.